# Acer ceriferum
Acer ceriferum là một loài thực vật có hoa trong họ Bồ hòn. Loài này được Rehder mô tả khoa học đầu tiên năm 1911.